# Callionymus fasciatus
 Callionymus fasciatus és una espècie de peix de la família dels cal·lionímids i de l'ordre dels cipriniformes que es troba a la mar Mediterrània: des del Golf de Gènova fins a l'oest de la mar Egea. També es troba al sud i l'est de la mar Negra.